# Maschio

Lo scudo e la lancia del dio romano Marte, che è anche il simbolo chimico del Ferro, rappresenta il sesso maschile.

Il maschio è uno dei due sessi, insieme alla femmina, nelle specie che utilizzano la riproduzione sessuale. Il maschio fornisce il gamete maschile.
Convenzionalmente viene rappresentato con il simbolo ♂, rappresentazione stilizzata dello scudo e della lancia del dio romano Marte.

## Morfologia
Dal punto di vista morfologico, il maschio si differenzia per le caratteristiche tali da consentire lo scambio o la deposizione dei gameti. Le parti anatomiche destinate a questo scopo sono chiamate apparato riproduttivo.
Nell'uomo e in molti animali le caratteristiche maschili denotano non solo l'apparato genitale ma anche i cosiddetti caratteri sessuali secondari, che riguardano l'aspetto somatico, fisiologico, e psichico.
Nelle piante sono considerati maschili l'anteridio, lo stame e le sacche polliniche, sicché viene chiamato «maschile» anche il fiore che presenta tali caratteristiche.
Per analogia con l'organo riproduttivo maschile, in ingegneria meccanica si chiama maschio l'attrezzo dotato di un'apposita barra cilindrica destinata ad introdursi in un alloggiamento ad esso accoppiato.
Per lo stesso motivo, si chiama maschio, in una costruzione, la torre caratterizzata da un'altezza superiore alle altre, e in cui spesso si trova il centro nevralgico della struttura.

## Aspetti culturali
(Claudio Tolomeo, Tetrabiblos, II, 3, 44)

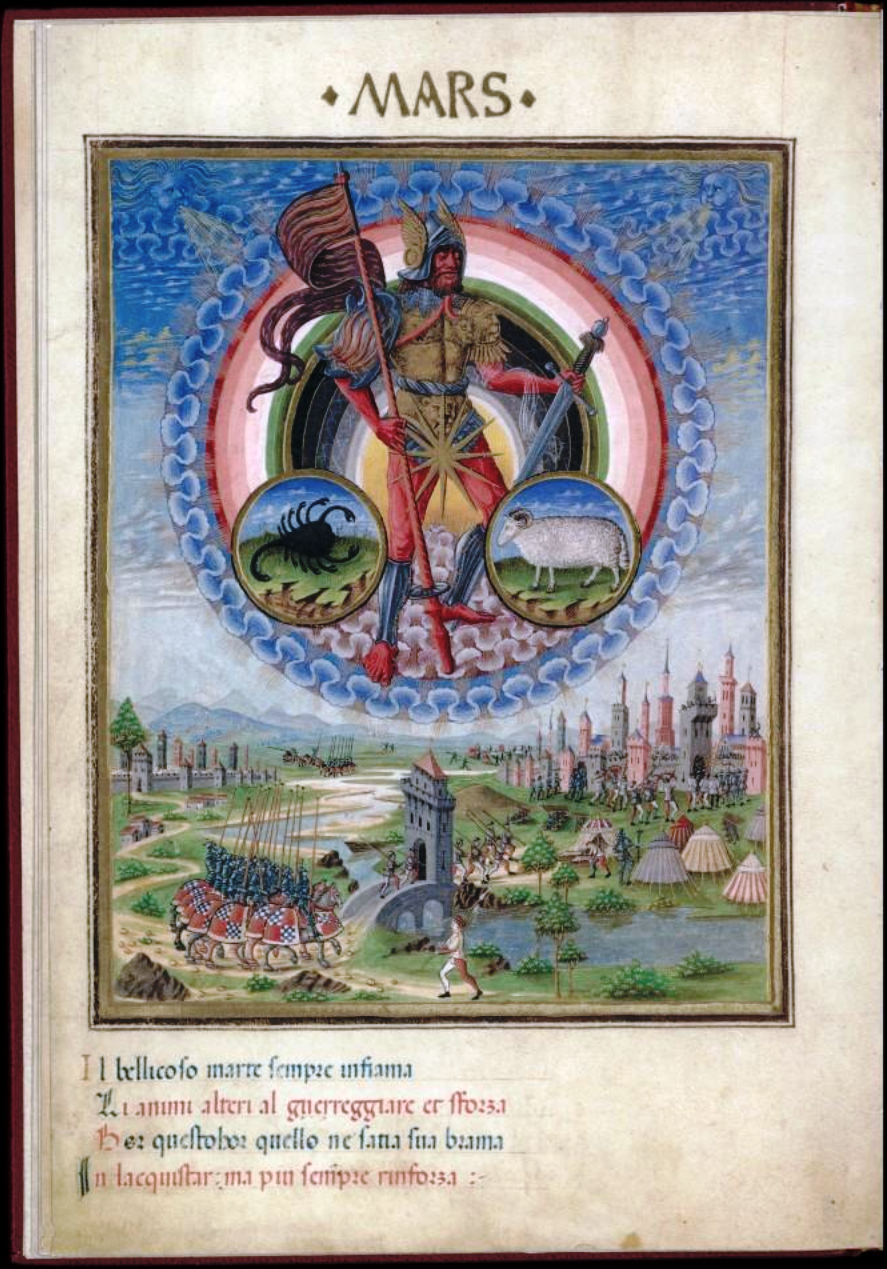
Personificazione di Marte nel codice astrologico De Sphaera, governatore dei segni dello Scorpione e dell'Ariete.

Storicamente il principio maschile non costituiva solo un connotato sessuale, ma anche un archetipo con sue proprie qualità, tanto che per il filosofo Scoto Eriugena la separazione dei sessi era stata originariamente un fatto cosmico, che si era riflessa nella scissione umana tra maschio e femmina in conseguenza del peccato.
Le caratteristiche maschili, associate a Marte, dio romano della guerra, tradizionalmente vengono attribuite ad aggressività, virilità, coraggio, capacità irradiante, spirito marziale e guerriero, velocità, energia diretta, ardente, qualità penetrante e appuntita.
Per Aristotele il maschio concorre alla riproduzione in maniera complementare alla femmina, svolgendo un ruolo attivo e motore, dando origine alla «forma in potenza» contenuta nello sperma: il seme maschile costituisce cioè la causa efficiente del concepimento, mentre la femmina ne è la causa materiale di cui il maschio è sprovvisto.
Tra i quattro elementi della filosofia ermetica ed alchemica, che ricercava nel rebis androgino il ricongiungimento di maschile e femminile, simboleggiati da zolfo e mercurio, sono considerati maschili il fuoco e l'aria. La qualità attiva del maschio, contrapposta alla passività della femmina, denota anche i segni di fuoco e d'aria dell'astrologia occidentale, oltre ad essere attribuita al Sole, ai pianeti Marte, Giove e Saturno, al Cielo (contrapposto alla Terra), alla verticalità contrapposta all'energia femminile orizzontale.
Secondo Sigmund Freud, il processo di costruzione dell'identità sessuale del bambino maschio passa attraverso varie fasi psichiche di cui le principali sono il complesso di Edipo e quello di castrazione.
Nella psicologia analitica di Jung, nel maschio è presente una controparte femminile da lui denominata «Anima», un archetipo dell'inconscio collettivo, che l'uomo dovrebbe cercare di integrare nel suo processo di individuazione verso la completezza di Sé. Mentre il contatto con l'Anima, da un lato, consente di sviluppare capacità empatiche ed emotive legate all'eros, altrimenti represse, un suo eccesso negativo potrebbe dar luogo a comportamenti irrazionali, impressionabilità ed effeminatezza. Il complementare mascolino nella donna è invece chiamato «Animus».